# 독불여단
독불여단(獨佛旅團, 독일어: Deutsch-Französische Brigade：DFB, 프랑스어: Brigade Franco-Allemande：BFA)은 독일 연방 육군과 프랑스 육군이 창설한 유럽 연합 소속의 다국적 여단이다.

## 역사
독불여단의 창설은 1989년에 있었던 헬무트 콜 독일의 총리와 프랑수아 미테랑 프랑스의 대통령의 회담에서 계획되었다. 1989년 10월 2일에 장 피에르 생귀센 프랑스 장군이 초대 여단장으로 임명되어 공식적으로 창설되었다.
1993년 10월 1일에 창설된 유럽 연합 군단의 일원으로서 예속되었다.
현재 독일 바덴뷔르템베르크주 뮐하임안데어루르에 주둔하고 있다.

## 편성
- 혼성 편제
  - 여단 본부중대
  - 군수대대
    - 제1본부및지원중대 (양국)
    - 제2지원중대 (양국)
    - 제3정비중대 (양국)
    - 제4수송중대 (독일)
    - 전투근무지원중대 (프랑스)
    - 참모중대 (양국)
- 독일 육군
  - 제291엽병대대
  - 제292엽병대대
  - 제295포병대대
  - 제550공병중대
- 프랑스 육군
  - 제1보병연대
  - 제3후사르연대

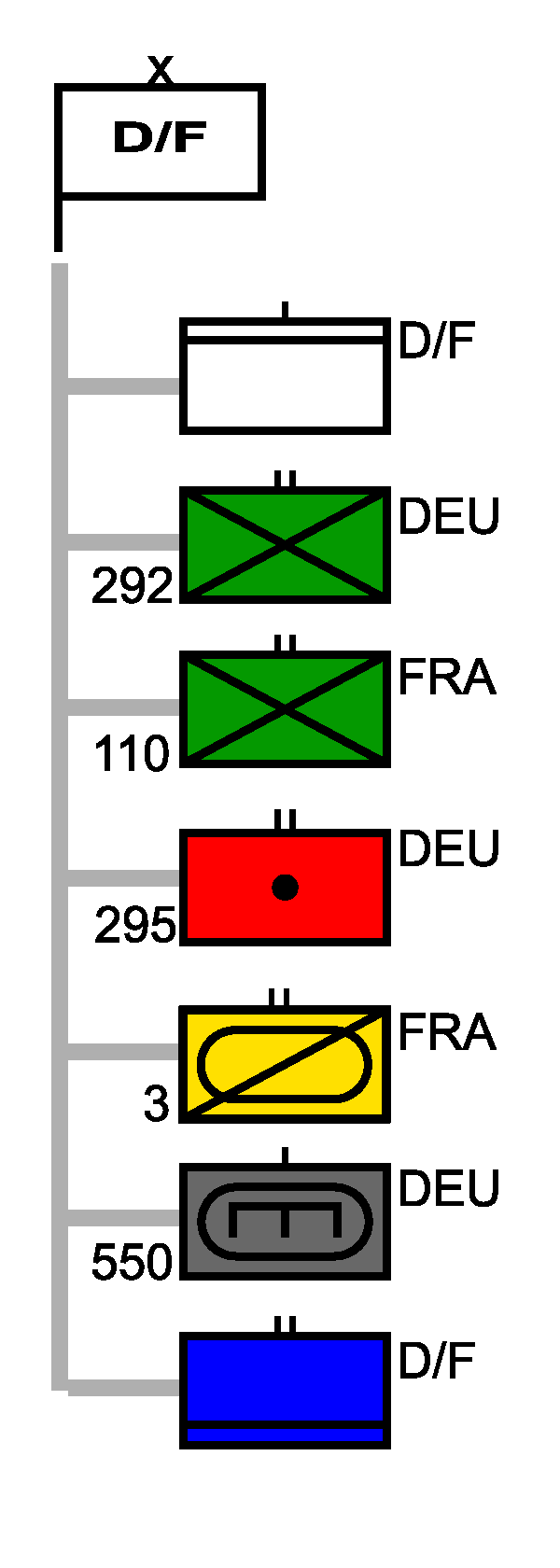
여단 조직 편성표

  - 제110보병연대, 1989년 10월 2일 ~ 2014년

## 같이 보기
- 프랑스 외인부대
- 북대서양 조약 기구